# Kerivoula lanosa
Kerivoula lanosa е вид прилеп от семейство Гладконоси прилепи (Vespertilionidae). Видът не е застрашен от изчезване.

## Разпространение
Разпространен е в Ботсвана, Габон, Гана, Гвинея, Демократична република Конго, Етиопия, Замбия, Зимбабве, Кения, Кот д'Ивоар, Либерия, Малави, Нигерия, Танзания, Централноафриканска република и Южна Африка.

## Описание
Теглото им е около 6,7 g.